# Demografía histórica
Demografía histórica es un área científica o de conocimiento adscrita tanto a la demografía como a la historia que procura reconstruir la estructura poblacional de una sociedad histórica determinada, y analizar y explicar los cambios que se producen en esa estructura a través del tiempo. 
Los datos que remiten a esa estructura poblacional son datos típicamente estadísticos como distribución de la población por edad y sexo, tasa de natalidad/mortalidad, tasa de crecimiento vegetativo, proporción entre las clases económicamente activas y pasivas, etc., de manera tal de obtener un "corte transversal" de la sociedad que se estudia, en un momento histórico dado.

## Datos utilizados en la demografía histórica
Los datos que se utilizan en demografía histórica se clasifican en tres categorías:

### Datos proto-estadísticos
Cuando no se disponen de datos escritos ni listas nominales de ninguna especie, los datos son elaborados a partir de fuentes no convencionales para los historiadores. De esto se encargan básicamente los arqueólogos que trabajan con cualquier fuente material que pueda aportar información sobre un grupo humano con una organización sociopolítica primitiva o medianamente avanzada.

### Datos pre-estadísticos
Se toman fuentes diversas que en su época de elaboración tuvieron una asignación diferente a las que les dará el historiador: listas de bautizados, certificados de defunción, partidas de nacimientos, actas matrimoniales, registros de aduana, etc. Coinciden, en su gran mayoría, con la aparición de los grandes estados-nación

### Datos estadísticos
Los datos se obtienen de documentos históricos elaborados en su fecha de origen a los efectos de hacer un registro de la población. Son datos correspondientes a la historia moderna y contemporánea.